# Metina
Metina là một chi bướm đêm thuộc họ Erebidae.